# De una vez
"De Una Vez" é uma canção da cantora estadunidense Selena Gomez, gravada para seu quarto extended play, intitulado de Revelación. Foi lançada pela Interscope Records em 14 de janeiro de 2021 como primeiro single oficial do álbum.
Voltando às suas raízes de ascendência mexicana, "De Una Vez" marca o primeiro single em espanhol de Gomez, com produção musical de Tainy, Albert Hype e Jota Rosa. É uma canção pop rítmica com elementos urbanos, discutindo temas de amor, autoestima, crescimento emocional e empoderamento.
Gomez descreveu a canção como um "lindo hino do amor". O videoclipe oficial de "De Una Vez" foi lançado no YouTube ao lado da canção. Fortemente inspirado em sua cultura latino-americana, o vídeo inspirado no místico adapta o estilo artístico do realismo mágico e retrata Gomez com um milagre brilhante que se assemelha ao Sagrado Coração, narrando a sua evolução pessoal e cura.

## Antecedentes e especulações
Você sabe o que é engraçado, é que eu realmente acho que canto melhor em espanhol. Foi algo que descobri. Foi muito trabalhoso e, veja, você não pode pronunciar nada errado. É algo que precisava ser preciso, e tinha que ser respeitado pelo público para o qual vou lançar isso. Claro que quero que todos curtam a música, mas estou visando minha base de fãs. Estou visando minha herança, e não poderia estar mais animada— Gomez sobre se aventurar na música em espanhol, E! Online
Em dezembro de 2020, Gomez afirmou que ela tem "um pequeno recipiente de coisas boas vindo", e a Billboard afirmou que isso "poderia incluir um projeto em espanhol".
Na sequência da observação de vários murais promocionais localizados no México que revelaram os títulos da canção "De Una Vez" e "Baila Conmigo", os fãs e a mídia começaram a especular que Selena Gomez tinha pretensão de lançar um projeto musical gravado em espanhol.

## Lançamento
Em 14 de janeiro de 2021, Gomez anunciou oficialmente através das redes sociais o lançamento de "De Una Vez". Mais tarde naquele dia, ela "citou" uma publicação sua no Twitter de janeiro de 2011 que fazia referência a um álbum em espanhol que nunca foi lançado, afirmando: "Acho que valerá a pena esperar".
O tema "De Una Vez" é o segundo single oficial espanhol de Gomez, seguindo "Un Año Sin Lluvia", a versão adaptada da original "A Year Without Rain" do grupo Selena Gomez & the Scene, que foi lançada em 2010.

## Videoclipe

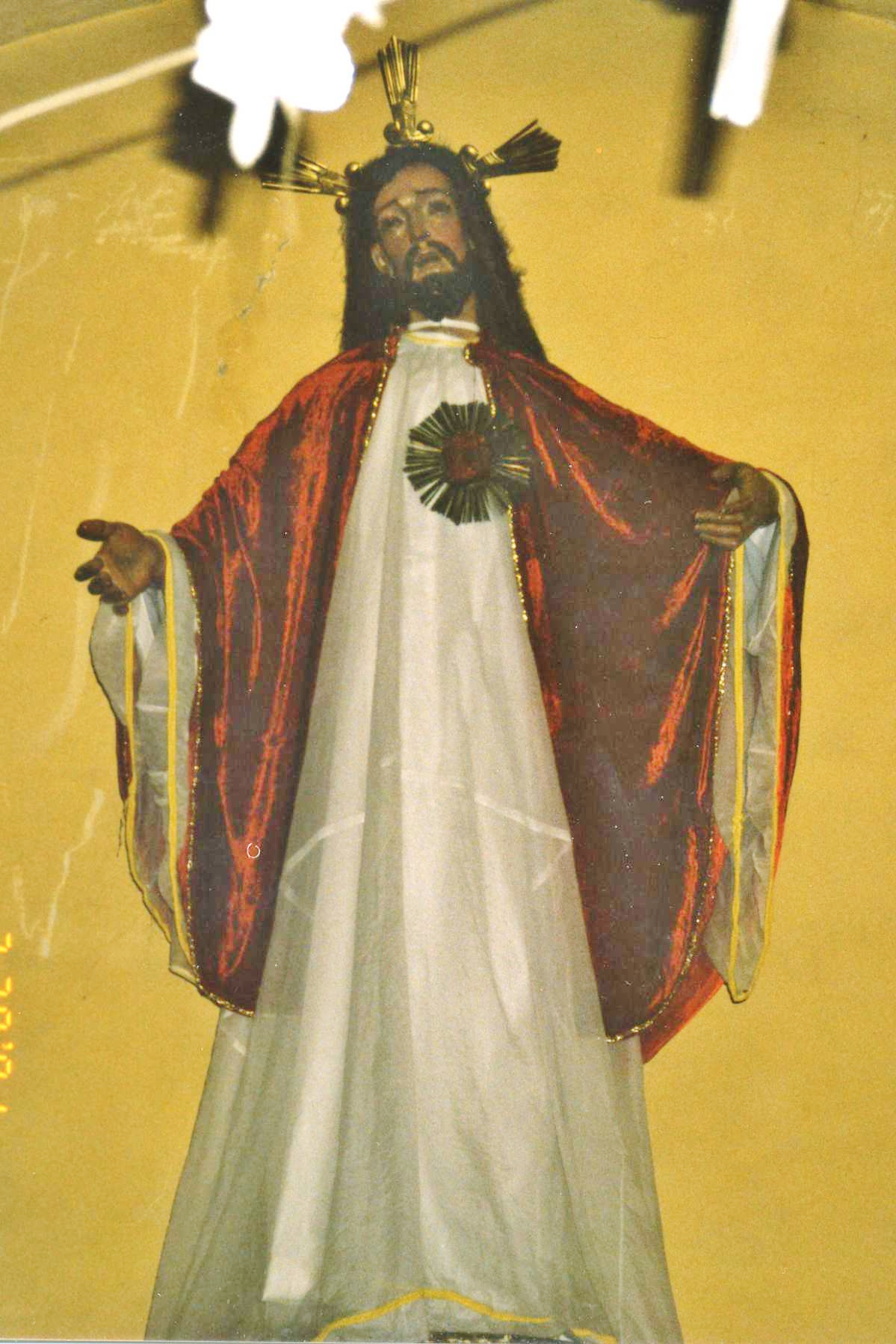
A arte da capa de "De Una Vez" retratam Gomez com um "Sagrado Coração de Jesus" no peito, um símbolo religioso popular na cultura e arte mexicana.

O videoclipe de "De Una Vez" foi dirigido por Los Pérez e estreou no YouTube em 14 de janeiro de 2021.

## Históricos de lançamentos
| Região | Data                  | Formato(s)                 | Gravadora(s) | Ref.   |
| ------ | --------------------- | -------------------------- | ------------ | ------ |
| Várias | 14 de janeiro de 2021 | Download digital streaming | Interscope   | [ 11 ] |